# Динамічне навантаження
Динамічне навантаження (рос.динамическая нагрузка, англ. dynamic loading, нім. dynamische Belastung f) – короткочасний додатковий силовий вплив.

## На гірничому підприємстві
Короткочасний додатковий силовий вплив на масив гірських порід (вугільний пласт або гірську породу поблизу гірничої виробки) з боку вище розташованих порід, що виникає внаслідок їхнього осідання над виробленим простором. Викликається роботою гірничого устаткування, сейсмічним впливом вибухових робіт або землетрусом. Може бути причиною динамічного явища – гірничого удару або раптового викиду вугілля та газу.